# Gampsocera hedini
Gampsocera hedini är en tvåvingeart som beskrevs av Günther Enderlein 1933. Gampsocera hedini ingår i släktet Gampsocera och familjen fritflugor. Inga underarter finns listade i Catalogue of Life.